# 姦の忍法帖
『姦の忍法帖』（かんのにんぽうちょう）は、山田風太郎の時代小説。1967年に発表された忍法帖シリーズの中編小説。『オール読物』（文藝春秋）1967年11月号に掲載された。

## 物語
慶安年間、将軍の気まぐれ、思いつきで 「矛（ほこ）VS盾（たて）」をはじめ、攻めと守りの強弱を競う御前試合が行なわれた。軍学者の由井正雪が、審判および進行役を務める。

## 登場人物

### 大名
- 天童 出羽守（てんどう でわのかみ) - 天童藩主[2]。
- 那智 熊野守（なち くまののかみ) - 熊野藩主[3]。
- 五条 大和守（ごじょう やまとのかみ) - 五条藩主[4]。
- 筑摩 信濃守（ちくま しなののかみ） - 筑摩藩主[5]。
- 更科 諏訪守（さらしな すわのかみ） - 更科藩主[6]。
- 信夫 岩代守（しのぶ いわしろのかみ） - 信夫藩主[7]。
- 島原 天草守（しまばら あまくさのかみ） - 天草藩主[8]。
- 出雲崎 越後守（いずもざき えちごのかみ） - 出雲崎藩主[9]。
- 信楽 近江守（しがらき おうみのかみ） - 信楽藩主[10]。
- 剣山 阿波守（つるぎやま あわのかみ） - 剣山藩主[11]。

### 忍者
- 甲賀 兵四郎（こうが へいしろう） - 公儀甲賀組組頭の息子。
- おまみ - 四谷伊賀町組屋の敷頭領の妹。

### その他
- 由比正雪（ゆい しょうせつ） - 軍学者。号を張孔堂と称す。牛込榎坂に道場を開き「軍学兵法」を教授している。
- 松平信綱（まつだいら のぶつな） - 幕府老中。
- 将軍 - 御前試合の主催者[12]。

## 試合に出場の武器

### 攻撃側
- 剣（李舜臣の破倭剣）
- 刀（大塔宮佩刀の太刀）
- 鎖縄（丸目一伝流の捕方鎖縄）
- 槍（伊達政宗ゆかりの槍）
- 弓（京都三十三間堂の通し矢の弓）

### 防禦側
- 兜（ローマ帝国の西洋兜）
- 力士（勧進興行の大名抱え力士）
- 鎧（真田昌幸の黒鎧）
- 盾（百合十字騎士団の聖盾）
- 十手（新免流大十手）

## 特徴
- 作中に登場する外様大名が、みな架空の人物である。
- なぜ「姦（よこしま）」な忍法帖なのかは、最後に判明する。

## 書誌情報
- 姦の忍法帖（ちくま文庫 2013年 解題：日下三蔵 解説：朝松健）